# Премия Рунета
«Премия Рунета» (Национальная премия за вклад в развитие российского сегмента сети Интернет) — ежегодная награда лучшим компаниям, проектам и мобильным приложениям Рунета. Учредитель — Федеральное агентство по печати и массовым коммуникациям Российской Федерации, организатор — РАЭК.

## Положение о премии
Согласно положению о Конкурсе на присуждение ежегодной Национальной премии за вклад в развитие российского сегмента сети Интернет, точное название премии:
«Национальная премия за вклад в развитие российского сегмента сети Интернет» («Премия Рунета»)
Для осуществления текущей деятельности и решения организационных вопросов создан полный набор бюрократических органов, включая оргкомитет во главе с председателем Федерального агентства по печати и массовым коммуникациям, секретариат, счётная комиссия, попечительский и экспертный советы конкурса, включая постоянно действующий президиум экспертного совета.
Церемония вручения Премии Рунета лауреатам проводится в торжественной обстановке в ходе праздничной акции Runet-show, проходит в срок и в месте, утверждённые оргкомитетом. Вручают премию специально приглашённые для этой цели видные деятели Российской Федерации и представители общественности. Для получения Премии Рунета на Церемонию вручения приглашаются руководители или представители организаций-лауреатов конкурса. Обязательным условием вручения Премии Рунета является присутствие представителя организации-лауреата конкурса на Церемонии вручения.
Премия Рунета вручается в виде памятного наградного знака и диплома. Памятный знак Премии Рунета представляет собой 43-сантиметровую статуэтку, выполненную в виде символического скульптурного изображения (колонны, увенчанной объёмным буквенным обозначением российской доменной зоны RU), олицетворяющую успех и выдающийся вклад в развитие высоких технологий и российского сегмента сети Интернет. Статуэтка выполнена из бронзы и полностью покрыта золотом. Вес статуэтки около 5 кг. На лицевой стороне скульптуры на специальной табличке осуществляется гравировка «Премия Рунета».
Диплом конкурса выполняется в виде сертификата, содержащего символику Премии Рунета, названия организации-лауреата, номинацию и информацию по итогам голосования.
Лауреатам конкурса, удостоенным Премии Рунета, предоставляется право указания статуса Лауреат Национальной премии за вклад в развитие российского сегмента сети Интернет или Лауреат Премии Рунета в собственных информационных, рекламных и презентационных материалах, а также в рекламной кампании своих услуг и продукции.

## Лауреаты

### 2004 год
| Блок I. Технологии Рунета        | - Провайдер Рунета: Golden Telecom - Оборудование Рунета: Cisco Systems - Программный продукт Рунета: Microsoft - Разработчик Рунета: Студия Артемия Лебедева |
| Блок II. Деловой Рунет           | - Коммуникации с потребителями в Рунете: МТС - Электронная коммерция в Рунете: eHouse - Решения для бизнеса в Рунете: IBS - Финансовый инструмент Рунета: Платежная система «Ассист» |
| Блок III. Рунет для пользователя | - Поисковая система: Яндекс - Почта Рунета: Mail.Ru - Бесплатный сервис Рунета: Рамблер - СМИ Рунета: РосБизнесКонсалтинг - Контент-ресурс Рунета: Библиотека Мошкова - Развлекательный проект Рунета: Бойцовский клуб - Комьюнити-ресурс Рунета: E-xecutive.ru |
| Специальные номинации            | - Инновации Рунета: «Рамблер» за проекты Rambler-mobile и Rambler-vision - Виртуализация операционных систем и программное обеспечение для хостинга: SW soft - За вклад в становление и развитие домена .ru: А.П. Платонов, директор Российского научно-исследовательского института развития общественных сетей (РосНИИРОС). - Специальный диплом Организационного комитета: Грамота.ру. |

### 2005 год
| Государство и общество           | - Российское агентство международной информации «РИА Новости» - Министерство промышленности и энергетики Российской Федерации - Совет Федерации Федерального Собрания Российской Федерации |
| Культура и массовые коммуникации | - Всероссийская государственная телевизионная и радиовещательная компания (ВГТРК) - Издательский дом «КоммерсантЪ» - Российская государственная библиотека - Российская Сеть Культурного Наследия - портал «Музеи России» |
| Наука и образование              | - Бюро социальных мультимедийных программ «ЭЛЕКС-Альфа» (www.gramota.ru) - Государственный научно-исследовательский институт информационных технологий и телекоммуникаций «ИНФОРМИКА» (www.informika.ru) - Интернет-университет информационных технологий (www.intuit.ru) - Финансовая академия при правительстве РФ (www.fa.ru) |
| Экономика и бизнес               | - Компания «Партер-Сервис» - Компания «Эниро Рус-М» (www.yellowpages.ru) - Сеть магазинов бытовой техники и электроники «М.Видео» - холдинг eHouse |
| Здоровье и отдых                 | - Бойцовский клуб - Департамент здравоохранения города Москвы (http://www.mosgorzdrav.ru Архивная копия от 5 апреля 2022 на Wayback Machine) - Проект 7я.ру (http://www.7ya.ru Архивная копия от 11 апреля 2022 на Wayback Machine) |
| Технологии и инновации           | - Лаборатория Касперского - Информационное агентство «РосБизнесКонсалтинг» и портал CNews (www.cnews.ru) - Компания «Корбина Телеком» - Корпорация Intel |
| Персональная                     | Солдатов, Алексей Анатольевич |
| Золотой почётный знак            | Михалков, Никита Сергеевич |
| Народная десятка                 | 1. Mozilla Россия 2. StreamClub.ru: Провайдеры Интернет и сетевые технологии Архивная копия от 19 сентября 2009 на Wayback Machine 3. Онлайн-игра «Бойцовский клуб» (combats.ru) 4. Я Плакалъ Архивная копия от 2 января 2010 на Wayback Machine 5. [www.fishki.net/ Fishki.Net] 6. Wikipedia Архивная копия от 6 июня 2004 на Wayback Machine 7. Православие и мир (www.pravmir.ru) 8. Антимульт Архивная копия от 20 ноября 2009 на Wayback Machine 9. Компьютерный форум Ru.Board (forum.ru-board.com) 10. Наша Победа. День за днем Архивная копия от 15 декабря 2009 на Wayback Machine |

### 2006 год
| Государство и общество                       | - Федеральное информационное агентство Regnum (www.regnum.ru) - Федеральная служба по тарифам России (www.fstrf.ru) - Администрация Губернатора Ханты-Мансийского автономного округа — Югры (www.admhmao.ru) |
| Культура и массовые коммуникации             | - Государственная радиовещательная компания «Маяк» (www.radiomayak.ru) - Издательский дом «Бонниер Бизнес Пресс» и проект DP.ru — деловые новости двух столиц (г. Санкт-Петербург, www.dp.ru) - Телеканал «Культура» (www.tvkultura.ru) |
| Наука и образование                          | - Фонд «Викимедиа»: Свободная многоязычная энциклопедия (русскоязычный раздел) — Википедия (ru.wikipedia.org) - Бюро социальных мультимедийных программ «ЭЛЕКС-Альфа» и проект Грамота.ру (www.gramota.ru) - Министерство образования и науки Республики Татарстан и образовательный портал (edu.ksu.ru) |
| Экономика и бизнес                           | - Платежные системы «ХроноПэй» (www.chronopay.ru) - Научно-технический центр «Компьютерный мир» (г. Омск) и сеть интернет-проектов «Промышленная Сибирь» (www.sibindustry.ru) - Компания «Эниро Рус — М» (www.yellowpages.ru) |
| Здоровье и отдых                             | - IMS Interactive и первый общероссийский интернет-проект о досуге и отдыхе — CityOut.ru (www.cityout.ru) - Компании Diamond Scent и игровой портал Комбатс.ру (www.combats.ru) - Проект «Одноклассники.ру» (www.odnoklassniki.ru) |
| Технологии и инновации                       | - Компания «Битрикс» (www.bitrixsoft.ru) - Корпорация Intel Technologies (образовательные и технологический программы Интел, www.intel.ru/education) - «МТУ-Интел» и интерактивное телевидение «СТРИМ-ТВ» (www.stream.ru) |
| Рунет за пределами RU                        | - Xanthos GmbH (г. Кёльн) и проект «Germany.ru — Германия по-русски» (www.germany.ru) - Компания БелаПАН (г. Минск) и интернет-издание «Белорусские новости» (naviny.by) - Информационный портал Delfi в Латвии и Эстонии (rus.delfi.lv) |
| Специальные номинации                        | - Фонд «Интернет-общество „Страна глухих“» (www.deafworld.ru) - Экономический портал Белгородской области (www.imc-bel.ru) |
| Национальное достояние российского интернета | - Директору Института общей и ядерной физики, академику РАН Спартаку БЕЛЯЕВУ - Основателю и в прошлом руководителю группы компаний «Демос» Сергею БОРОДЬКО (посмертно) |
| Народная десятка                             | 1. Онлайн-игра «Бойцовский клуб» (www.combats.ru) 2. Онлайн-игра «Дозоры. Запрещённая игра» (www.dozory.ru) 3. Mozilla Россия (www.mozilla-russia.org) 4. Одноклассники.ру (www.odnoklassniki.ru) 5. Православие.Ru (www.pravoslavie.ru) 6. Православие и мир (www.pravmir.ru) 7. Россия Православная (www.orthodoxy.ru) 8. Каталог «Православное Христианство.ру» (www.hristianstvo.ru) 9. Женский журнал myJane.ru (www.myjane.ru) 10. Wikimapia (www.wikimapia.org) |

### 2007 год
| Государство и общество           | - ФГУП ВГТРК и Информационный канал «Вести.ру» (www.vesti.ru) - Социальный проект по профилактике сиротства «Другие дети.ру» (www.drugie-deti.ru) - Редакция газеты «Известия» и проект Izvestia.ru (www.izvestia.ru)                                                                             |
| Культура и массовые коммуникации | - Социальная сеть «Одноклассники.ру» (www.odnoklassniki.ru) - Компания SUP Fabrik (< SUP >)и проект «Живой Журнал» (www.livejournal.ru) - ФГУП РАМИ РИА «Новости» и проект «ИноСМИ.ру» (www.inosmi.ru)                                                                                            |
| Наука и образование              | - Фонд Викимедиа: Свободная многоязычная энциклопедия (русскоязычный раздел) — Википедия (ru.wikipedia.org) - Фонд Д.Зимина «Династия» и проект «Элементы.ру: популярный сайт о фундаментальной науке» (www.elementy.ru) - Корпорация Microsoft и проект «Сеть творческих учителей» (www.it-n.ru) |
| Экономика и бизнес               | - Холдинг «РосБизнесКонсалтинг» и издание о высоких технологиях CNews (www.cnews.ru) - Группа компаний «РДВ-медиа» и проект «Rabota.ru» (www.rabota.ru) - Банк «ВТБ 24» (www.vtb24.ru) |
| Здоровье и отдых                 | - Информагентство «Ваш Выбор — Самара» и интернет-газета «АнтиСПИД — НаркоСТОП» (www.noaids.ru) - Социальная сеть родителей Екатеринбурга «Ека-мама.ру» (eka-mama.ru) - Компания SUP Fabrik (< SUP >)и проект «Чемпионат.ру» (www.championat.ru)                                                  |
| Технологии и инновации           | - Лаборатория Касперского (www.kaspersky.ru) - Интернет-супермаркет программного обеспечения «Софткей» (www.softkey.ru) - Компания RU-CENTER и проект «Аукцион доменов» (auction.nic.ru) |
| Рунет за пределами RU            | - Институт Русского зарубежья и портал «Россия и соотечественники» (www.russkie.org) - Генеральное консульство России в Барселоне (www.rusbar.com) - Общественное объединение «Ремигрант», г. Вена (www.remigrant.ru)                                                                             |
| Интеллект в Рунете               | - Портал «Грамота.ру» (www.gramota.ru) - Компания «Даймондс Сцент» и онлайн-игра «Бойцовский клуб» (www.combats.ru) - Компания PROMT и онлайн-переводчик Translate.ru (www.translate.ru) |
| Народная десятка                 | 1. bash.org.ru — Цитатник Рунета 2. ВКонтакте 3. Одноклассники.ru 4. Яндекс 5. Интернет-игра «Легенда: Наследие Драконов» 6. Интернет-игра Bloody world 7. Google.ru 8. Русская Википедия 9. Онлайн-игра «Звёздные Бои» 10. Интернет-игра RF Online                                               |

### 2008 год
| Государство и общество           | - Сайт Благотворительного фонда компании «Евросеть» (www.euroset.ru) - Информационно-новостной портал «КП.ру» (http://www.kp.ru Архивная копия от 2 октября 2012 на Wayback Machine) - Управление информации и общественных связей ГУВД по Москве и проект «Петровка38.ру» (https://web.archive.org/web/20110720142027/http://www.petrovka38.ru/) - Спецноминация: Портал «ГАИ.ру» (http://www.gai.ru Архивная копия от 10 мая 2000 на Wayback Machine) |
| Культура и массовые коммуникации | - Портал «Афиша.ру» (http://www.afisha.ru Архивная копия от 4 апреля 2022 на Wayback Machine) - Музыкальный портал «Звуки.Ру» (www.zvuki.ru) - Радио «Эхо Москвы» (www.echo.msk.ru) - Спецноминация: Портал телеканала «ТВ Центр» (www.tvc.ru) |
| Наука и образование              | - Группа компаний «Вокруг света» (www.vokrugsveta.ru) - Проект «Открытый мир информационных технологий» (http://www.idea-russia.ru Архивная копия от 29 июля 2018 на Wayback Machine) - Центр компьютерного обучения «Специалист» при МГТУ им. Н. Э. Баумана (http://www.specialist.ru Архивная копия от 10 апреля 2022 на Wayback Machine) |
| Экономика и бизнес               | - Группа компаний «ХэдХантер» (www.hh.ru) - Компания «Скай Линк» (www.skylink.ru) - Компания «1С-Битрикс» (www.1c-bitrix.ru) |
| Здоровье и отдых                 | - Спортивное интернет-СМИ «Спортс.ру» (http://www.sports.ru Архивная копия от 11 апреля 2022 на Wayback Machine) - Alawar Entertainment (www.alawargroup.ru) - Капитал-Тур (https://web.archive.org/web/20090112081429/http://www.capital-tour.ru/) - Спецноминация: Социальный сервис SORRY.ru (https://web.archive.org/web/20010202062100/http://www.sorry.ru/)                                                                                       |
| Технологии и инновации           | - «Майкрософт Рус» (www.microsoft.ru) - Группа компаний «Рамблер Медиа» (www.rambler.ru) - Хостинг-провайдер «Мастерхост» (www.masterhost.ru) |
| Рунет за пределами RU            | - Радиостанция «Голос России» (www.ruvr.ru), г. Москва, Россия. - «Еврокаталог»: интернет-справочник русскоязычной Европы (www.evrokatalog.eu Архивная копия от 11 ноября 2019 на Wayback Machine), Рига, Латвия. - Детский интернет-портал «Солнышко» (www.solnet.ee Архивная копия от 10 апреля 2022 на Wayback Machine), г. Валга, Эстония. |
| Народная десятка                 | 1. Одноклассники.ru (www.odnoklassniki.ru) 2. Цитатник Рунета (www.bash.org.ru) 3. Веб-сервис uCoz (www.ucoz.ru) 4. Mail.ru (www.mail.ru) 5. Национальный битторрент-трекер (www.torrents.ru) 6. Google.ru (www.google.ru) 7. Яндекс (www.yandex.ru) 8. Легенда: Наследие Драконов (www.dwar.ru) 9. Русская Википедия (ru.wikipedia.org) 10. Онлайн-игра 11x11 (www.11x11.ru Архивная копия от 13 мая 2010 на Wayback Machine)                          |

### 2009 год
| Государство и общество           | - Карьера.ру (http://career.ru/ Архивная копия от 26 ноября 2009 на Wayback Machine) - Живой журнал (livejournal.com) - Инфокс (www.infox.ru/) |
| Культура и массовые коммуникации | - Рамблер (rambler.ru) - Бибигон (bibigon.ru) - Омлет.ру (https://web.archive.org/web/20130817213042/http://omlet.ru/) - Спецноминация: РТС.фм (http://www.rts.fm Архивная копия от 10 апреля 2022 на Wayback Machine) |
| Наука и образование              | - Бизнес-инкубатор ГУ-ВШЭ (hse-inc.ru) - Русская Википедия (ru.wikipedia.org) - Учи математику! |
| Экономика и бизнес               | - Банк ВТБ (vtb.ru) - Webmoney (webmoney.ru) - Работа ON-Line (http://www.free-lance.ru Архивная копия от 26 ноября 2011 на Wayback Machine) |
| Здоровье и отдых                 | - Спорт-Экспресс (sport-express.ru) - Универсальный непоисковый справочник (http://www.whoyougle.ru Архивная копия от 2 апреля 2022 на Wayback Machine) - Новости чемпионатов мира (http://www.championat.ru Архивная копия от 15 июня 2011 на Wayback Machine) |
| Технологии и инновации           | - Продвижение сайтов (http://www.ashmanov.com Архивная копия от 10 апреля 2022 на Wayback Machine) - Российское представительство Google (google.ru) - Веб-сервис uCoz (http://ucoz.ru Архивная копия от 11 апреля 2022 на Wayback Machine) |
| Рунет за пределами ru            | - Портал сказок www.skazki.com Архивная копия от 3 апреля 2022 на Wayback Machine |
| Лучший работодатель Рунета       | - Татьяна Лебедева, директор по персоналу компании Google (google.ru) |
| Народная десятка                 | 1. Герои войны и денег (heroeswm.ru) 2. Футбольный онлайн-менеджер 11x11 (11x11.ru Архивная копия от 13 мая 2010 на Wayback Machine) 3. Perfect World (pwonline.ru) 4. Ботва Онлайн (botva.ru) 5. Легенда: Наследие Драконов (dwar.ru Архивная копия от 7 мая 2014 на Wayback Machine) 6. Цитатник Рунета (bash.org.ru Архивная копия от 30 сентября 2011 на Wayback Machine) 7. Соло на клавиатуре (ergosolo.ru Архивная копия от 11 июня 2010 на Wayback Machine) 8. Гладиаторы (gladiators.ru Архивная копия от 10 мая 2010 на Wayback Machine) 9. Деловой журнал ChinaPRO (chinapro.ru) 10. Троецарствие (3kingdom.ru) |

### 2010 год
| Государство и общество                                 | - АНО "Координационный центр национального домена сети Интернет" (домен .РФ) (www.cctld.ru) - Один дома (компьютерная программа) (www.odindoma.org) - "Карта Помощи" пострадавшим от пожаров (www.russian-fires.ru) |
| Культура и массовые коммуникации                       | - Русская служба Би-би-си (www.bbcrussian.com) - Ты – репортер (www.reporter.rian.ru) - ivi.ru (www.ivi.ru Архивная копия от 22 ноября 2012 на Wayback Machine) |
| Наука и образование                                    | - Русская Википедия (ru.wikipedia.org) - «Элементы»: популярный сайт о фундаментальной науке (elementy.ru Архивировано 27 октября 2013 года.) |
| Учительский интернет-проект                            | - Единая образовательная сеть "Дневник.ру" (www.dnevnik.ru) - Департамент образования и науки Кемеровской области (edu.kem.ru) - Персональный сайт Хузина Руслана Илдаровича "Филологии.нет" (www.filologii.net) |
| Экономика и бизнес                                     | - Ozon.ru (www.ozon.ru) - Моё дело - Бухгалтерское обслуживание онлайн (www.moedelo.org) - Сравни.ru (www.sravni.ru Архивная копия от 14 апреля 2020 на Wayback Machine) |
| Здоровье и отдых                                       | - TakZdorovo.ru - Портал о здоровом образе жизни (www.takzdorovo.ru Архивная копия от 6 апреля 2022 на Wayback Machine) - GASTRONOM.ru (www.gastronom.ru) - DA-VODA (www.da-voda.com) - Спецноминация: ХК «Динамо» (www.dynamo.ru) |
| Технологии и инновации                                 | - ООО «Скартел» (YOTA) (www.yota.ru) - Mail.Ru (www.mail.ru) - COMDI встречи онлайн (www.comdi.com) |
| Персональная номинация «Национальное достояние Рунета» | - Евгений Касперский |
| Народная десятка                                       | 1. Легенда: Наследие Драконов 2. Герои войны и денег (http://www.heroeswm.ru Архивная копия от 10 апреля 2022 на Wayback Machine) 3. ya.ru (ya.ru) 4. QIP (qip.ru) 5. Ботва Онлайн (botva.ru) 6. Мосвар (http://moswar.ru Архивная копия от 11 апреля 2022 на Wayback Machine) 7. Русская Википедия (ru.wikipedia.org) 8. Perfect World (pwonline.ru) 9. Футбольный онлайн-менеджер 11x11 (11x11.ru Архивная копия от 13 мая 2010 на Wayback Machine) 10. Танки Онлайн (tankionline.com) |

### 2011 год
| Государство и общество                       | - АНО «Модернизация» - Банк ВТБ — Проект «ВТБ — России» Архивная копия от 27 ноября 2011 на Wayback Machine - Российское агентство правовой и судебной информации — РАПСИ |
| Культура и массовые коммуникации             | - Частный Корреспондент (http://www.chaskor.ru Архивная копия от 19 марта 2012 на Wayback Machine) - Агентство гражданской журналистики «Ридус» (http://www.ridus.ru/ Архивная копия от 26 ноября 2011 на Wayback Machine) - ЗАО «Сейчас» Архивная копия от 17 июля 2019 на Wayback Machine - Российская газета (http://www.rg.ru Архивная копия от 27 сентября 2020 на Wayback Machine) |
| Наука и образование                          | - Mail.ru Group — проект «Кубок Russian Code Cup» - Национальный образовательный проект «Умная школа» (http://умная-школа.рф Архивная копия от 7 апреля 2022 на Wayback Machine) - «Живой словарь» от «gramota.ru» Архивная копия от 27 ноября 2011 на Wayback Machine - Социальная сеть читателей книг LiveLib.ru (http://www.livelib.ru Архивная копия от 25 ноября 2011 на Wayback Machine) |
| Учительский интернет-проект                  | - Единая образовательная сеть "Дневник.ру" (http://www.dnevnik.ru Архивная копия от 10 апреля 2022 на Wayback Machine) - Департамент образования и науки Кемеровской области (https://web.archive.org/web/20130530022937/http://edu.kem.ru/) - Персональный сайт Хузина Руслана Илдаровича "Филологии.нет" (http://www.filologii.net Архивная копия от 15 марта 2022 на Wayback Machine) |
| Экономика и бизнес                           | - Корпоративный портал компании «1C-Битрикс» Архивная копия от 27 ноября 2011 на Wayback Machine - Биржа удалённой работы Архивная копия от 26 ноября 2011 на Wayback Machine - Деловой портал BFM.ru Архивная копия от 26 ноября 2011 на Wayback Machine |
| Здоровье и отдых                             | - Система онлайн-бронирования OZON travel Архивная копия от 25 ноября 2011 на Wayback Machine - AMF — Международная сеть доставки цветов Архивная копия от 27 ноября 2011 на Wayback Machine - ВитаПортал — портал о здоровье и медицине - Специальная спортивная номинация: Sportbox.ru Архивная копия от 18 июля 2021 на Wayback Machine |
| Технологии и инновации                       | - Интернет-супермаркет ПО «softkey» Архивная копия от 25 ноября 2011 на Wayback Machine (Softkey) - «Вымпелком» («Билайн Архивная копия от 9 ноября 2011 на Wayback Machine») - Хабрахабр (http://habrahabr.ru Архивная копия от 21 мая 2008 на Wayback Machine) - Социальная сеть «Одноклассники» (www.odnoklassniki.ru) - Ростелеком (moscow.rt.ru); кроме того, «Ростелеком» получил специальную награду за проект «Госуслуги» |
| Безопасный Рунет (с 2011 года)               | - Справочник по детской безопасности в Интернете (http://www.google.ru/familysafety/ Архивная копия от 27 ноября 2011 на Wayback Machine) - Дети России онлайн Архивная копия от 23 ноября 2011 на Wayback Machine - Центр анализа Интернет-ресурсов Архивная копия от 26 ноября 2011 на Wayback Machine |
| За вклад в развитие домена .РФ (с 2011 года) | - СуперСадовник Архивная копия от 27 ноября 2011 на Wayback Machine - «БольшоеПравительство.рф» Архивная копия от 10 апреля 2022 на Wayback Machine - «Вектор успеха» — портал для детей и молодёжи Архивная копия от 21 февраля 2016 на Wayback Machine |
| Лучшие «стартапы года» (с 2011 года)         | - Карамба-ТВ (http://carambatv.ru/ Архивная копия от 1 января 2012 на Wayback Machine) - Социальный будильник — «Будист.ру» Архивная копия от 25 ноября 2011 на Wayback Machine - Налогия (http://www.nalogia.ru Архивная копия от 2 апреля 2022 на Wayback Machine) |
| Народная десятка                             | 1. Легенда: Наследие Драконов и World of Tanks (http://worldoftanks.ru Архивная копия от 14 января 2013 на Wayback Machine) 2. Герои войны и денег (http://www.heroeswm.ru Архивная копия от 10 апреля 2022 на Wayback Machine) 3. Понаехали тут! (http://www.moswar.ru Архивная копия от 11 апреля 2022 на Wayback Machine) 4. Ботва Онлайн (botva.ru) 5. Русская Википедия (http://ru.wikipedia.org Архивная копия от 6 июня 2004 на Wayback Machine) 6. Экология 7. Всероссийское генеалогическое древо (http://www.vgd.ru Архивная копия от 4 августа 2011 на Wayback Machine) 8. Танки Онлайн (www.tankionline.com/ru) 9. Секс.рф Архивная копия от 15 марта 2022 на Wayback Machine |

### 2012 год
| Электронное государство в информационном обществе                   | - Фонд «Страна глухих» (www.deafworld.ru Архивная копия от 15 ноября 2012 на Wayback Machine) - Дневник.ру (www.dnevnik.ru Архивная копия от 23 ноября 2012 на Wayback Machine) - Компания Ростелеком (www.webvybory2012.ru Архивная копия от 24 марта 2022 на Wayback Machine) - АНО Модернизация (www.i-russia.ru)                                                                                             |
| Культура, СМИ и массовые коммуникации 2.0 в информационном обществе | - РИА Новости (www.ria.ru Архивная копия от 22 мая 2014 на Wayback Machine) - Сайт телеканала «Россия 1» (www.russia.tv Архивная копия от 5 января 2022 на Wayback Machine) - Интернет-кинотеатр ivi.ru (www.ivi.ru Архивная копия от 22 ноября 2012 на Wayback Machine) |
| Наука и образование                                                 | - Русская Википедия (ru.wikipedia.org Архивная копия от 6 июня 2004 на Wayback Machine) - Спецпроект РИА Новости: «1812: Война и мір» (www.ria.ru/1812 Архивная копия от 22 ноября 2012 на Wayback Machine) - Центр Digital October, проект Knowledge Stream (www.knowledgestream.ru Архивная копия от 22 ноября 2012 на Wayback Machine)                                                                        |
| Экономика, бизнес и инвестиции                                      | - Интернет-банк «Альфа-Клик» (www.alfabank.ru Архивная копия от 7 марта 2022 на Wayback Machine) - Интернет-сервис Мегаплан (www.megaplan.ru Архивная копия от 22 ноября 2012 на Wayback Machine) - Система электронных платежей PayOnline (www.payonline.ru Архивная копия от 15 января 2013 на Wayback Machine)                                                                                                |
| Здоровье, развлечения и отдых                                       | - Проект YouDo.com (www.youdo.com Архивная копия от 21 ноября 2012 на Wayback Machine) - Проект ZABAVA.RU (www.zabava.ru Архивная копия от 7 декабря 2012 на Wayback Machine) - Фонд поддержки инвалидов «Единая страна» (www.rfpi.ru Архивная копия от 27 октября 2012 на Wayback Machine) - Проект РИА Новости «Социальный Навигатор» (www.ria.ru/ratings Архивная копия от 22 ноября 2012 на Wayback Machine) |
| Инновации и технологии                                              | - Проект Битрикс24 (www.bitrix24.ru Архивная копия от 22 ноября 2012 на Wayback Machine) - Сервис GetTaxi (www.gettaxi.ru) - Компания UsabilityLab (www.usabilitylab.ru Архивная копия от 20 ноября 2012 на Wayback Machine) - Ru-Center (www.nic.ru Архивная копия от 22 ноября 2012 на Wayback Machine) |
| Стартап-навигатор года                                              | - Интернет-СМИ о стартапах Firrma.ru (www.firrma.ru Архивная копия от 18 ноября 2012 на Wayback Machine) - Цифровой Октябрь (Digital October) (www.digitaloctober.ru Архивная копия от 25 ноября 2012 на Wayback Machine) |
| .РФ и не только                                                     | - Проект «ЭТО МОЁ» (www.этомоё.рф Архивная копия от 13 августа 2021 на Wayback Machine) - Проект Россия для Всех (www.rus4all.ru Архивная копия от 26 ноября 2012 на Wayback Machine) |
| Безопасный рунет                                                    | - Антивирус Касперского (www.kaspersky.ru Архивная копия от 25 февраля 2021 на Wayback Machine) - Проект компании МТС «Безопасность» (www.safety.mts.ru Архивная копия от 19 ноября 2012 на Wayback Machine) - Управление «К» МВД России (www.mvd.ru Архивная копия от 5 мая 2016 на Wayback Machine) |
| Спорт                                                               | - Проект РИА Новости «Р-Спорт» (www.rsport.ru Архивная копия от 22 ноября 2012 на Wayback Machine) |
| Отдельная награда за вклад в развитие рунета                        | - IT-кластер Сколково (www.sk.ru Архивная копия от 24 ноября 2012 на Wayback Machine) - Российская Венчурная Компания (РВК) (www.rusventure.ru Архивная копия от 15 марта 2010 на Wayback Machine) |
| Народный лидер                                                      | - Интернет-проект — Livemaster.ru (www.livemaster.ru) и AirPano (www.airpano.ru) - Сообщество Рунета — This Is Хорошо (www.thisIshorosho.ru) - Игра Рунета — Warface wf.mail.ru |

### 2013 год
| Государство и общество                                                          | - Фонд Общественное Мнение (runet.fom.ru) - РАПСИ — Российское агентство правовой и судебной информации (rapsinews.ru Архивная копия от 22 ноября 2013 на Wayback Machine) - Проект «Добро Mail.ru» (dobro.mail.ru Архивная копия от 31 октября 2013 на Wayback Machine) - Фонд информационной демократии и проект «Российская общественная инициатива — РОИ» (www.roi.ru Архивная копия от 17 ноября 2013 на Wayback Machine) |
| Экономика, бизнес и инвестиции                                                  | - Uniteller (uniteller.ru Архивная копия от 21 ноября 2013 на Wayback Machine) - Промсвязьбанк (psbank.ru Архивная копия от 20 ноября 2013 на Wayback Machine) - MyCallSystems (mycallsystems.com) - Проект runet-ID.com: единая платформа для организации конференций Рунета (runet-id.com Архивная копия от 21 ноября 2013 на Wayback Machine) |
| Культура, СМИ и массовые коммуникации                                           | - Телеканал «Дождь» (tvrain.ru Архивная копия от 2 апреля 2013 на Wayback Machine) - Телеканал «Москва 24» и городской информационный канал m24.ru (m24.ru Архивная копия от 19 ноября 2013 на Wayback Machine) - Исторический образовательный портал «Дилетант» (diletant.ru Архивная копия от 8 февраля 2014 на Wayback Machine) - SmartNews.ru — Умные новости (smartnews.ru Архивная копия от 21 ноября 2013 на Wayback Machine) - Специальная награда Оргкомитета — Российскому Информационному Агентству РИА Новости, за проекты: «Открытый показ» и «Московские новости» / «Русский язык» (ria.ru/openshow Архивная копия от 22 ноября 2013 на Wayback Machine и www.mn.ru/trend/russian Архивная копия от 26 ноября 2013 на Wayback Machine) |
| Наука и образование                                                             | - Mail.ru Group — совместный проект с МГТУ им. Баумана «ТЕХНОПАРК» (tp.mail.ru Архивная копия от 10 декабря 2013 на Wayback Machine) - Компания «Ашманов и партнеры» (ashmanov.com Архивная копия от 23 октября 2013 на Wayback Machine) - Проект Zillion (zillion.net Архивная копия от 24 сентября 2013 на Wayback Machine) - Портал Digit.ru, проект «Дело техники» (digit.ru) |
| Технологии и инновации                                                          | - Mail.ru Group и проект «Облако Mail.ru для бизнеса» (corp.mail.ru Архивная копия от 22 ноября 2013 на Wayback Machine) - Компания Softkey (softkey.ru Архивная копия от 15 октября 2013 на Wayback Machine) - My-Apps: Конструктор мобильных приложений (my-apps.com Архивная копия от 18 ноября 2013 на Wayback Machine) - Департамент информационных технологий города Москвы (dit.mos.ru Архивная копия от 7 декабря 2013 на Wayback Machine) - Специальная награда от конкурса WebReady — Центру решений для интернет-торговли Evarada (everada.ru Архивная копия от 2 декабря 2013 на Wayback Machine) |
| Здоровье, развлечения и отдых                                                   | - Литературный клуб — проекты Стихи.ру и Проза.ру (litclub.ru Архивная копия от 26 ноября 2013 на Wayback Machine) - ВГТРК, проект «ФильмПро.ру» (filmpro.ru Архивная копия от 22 ноября 2013 на Wayback Machine) - Развлекательно-просветительский проект Weekend, РИА Новости (ria.ru/weekend Архивная копия от 22 ноября 2013 на Wayback Machine) - Проект «Социальная сеть Кибердружины» (social.ligainternet.ru Архивная копия от 13 августа 2015 на Wayback Machine) |
| Москва инновационная (партнёр номинации — Центр инновационного развития Москвы) | - Большой город — проект «Атлас БГ» ( Архивная копия от 27 октября 2013 на Wayback Machine) - Нотамедиа — проект «Узнай Москву» (um.mos.ru Архивная копия от 30 октября 2013 на Wayback Machine) |
| Безопасный Рунет (партнёр номинации — Лига безопасного интернета)               | - Группа информационной безопасности — Group IB (group-ib.ru Архивная копия от 4 декабря 2013 на Wayback Machine) - СУП Медиа — проект Летидор (letidor.ru Архивная копия от 21 ноября 2013 на Wayback Machine) - Группа компаний InfoWatch (www.infowatch.ru Архивная копия от 13 ноября 2013 на Wayback Machine) |
| Стартап-навигатор года (партнёр номинации — Российская венчурная компания)      | - Проект Hopes&Fears (www.hopesandfears.com Архивная копия от 22 ноября 2013 на Wayback Machine) - Проект «Мифы стартапов» интернет-издания theRunet.com (www.therunet.com/special_projects/myths) - Проект RusBase (rusbase.com Архивная копия от 3 декабря 2013 на Wayback Machine) |
| Народный лидер                                                                  | - Интернет-проект — Проект «Ярмарка Мастеров» (livemaster.ru Архивная копия от 21 ноября 2013 на Wayback Machine) - Сообщество Рунета — Проект «Геройская Лента» (daily.heroeswm.ru Архивная копия от 2 декабря 2013 на Wayback Machine) - Игра Рунета — Проект «Танки Онлайн» (tankionline.com) |

### 2014 год
| Государство и общество                                                                                   | - ТАСС — Информационное агентство России (tass.ru Архивная копия от 24 февраля 2016 на Wayback Machine) - Федеральная Налоговая Служба России (nalog.ru Архивная копия от 20 декабря 2013 на Wayback Machine) - «Родные города» — программа социальных инвестиций (rodnyegoroda.ru Архивная копия от 11 августа 2016 на Wayback Machine) - Добро@Mail.Ru (dobro.mail.ru Архивная копия от 31 октября 2013 на Wayback Machine)                                                                   |
| Экономика, бизнес и инвестиции                                                                           | - Payler — Система платежей (payler.com Архивная копия от 24 ноября 2014 на Wayback Machine) - Planeta.ru — Краудфандинговая платформа (planeta.ru Архивная копия от 16 июля 2015 на Wayback Machine) - Нетология-групп — Центр онлайн-образования (netology-group.ru Архивная копия от 29 ноября 2014 на Wayback Machine) |
| Культура, СМИ и массовые коммуникации                                                                    | - Амедиатека (amediateka.ru Архивная копия от 11 ноября 2014 на Wayback Machine) - Департамент информации и печати Министерства иностранных дел Российской Федерации (mid.ru Архивная копия от 5 сентября 2013 на Wayback Machine) - Новостной портал «RT на русском» (russian.rt.com Архивная копия от 25 ноября 2014 на Wayback Machine) - Специальный диплом — проект ИноСМИ |
| Наука и образование                                                                                      | - Русская Википедия (ru.wikipedia.org Архивная копия от 6 июня 2004 на Wayback Machine) - Интернет-сервис «Воркингмама» (workingmama.ru Архивная копия от 13 декабря 2014 на Wayback Machine) - КиберЛенинка (cyberleninka.ru Архивная копия от 25 ноября 2014 на Wayback Machine) |
| Технологии и инновации                                                                                   | - Yota (yota.ru Архивная копия от 29 ноября 2014 на Wayback Machine) - Фонд развития интернет-инициатив (iidf.ru Архивная копия от 26 ноября 2014 на Wayback Machine) - Pladform — Система онлайн-видео дистрибуции (pladform.ru Архивная копия от 17 декабря 2014 на Wayback Machine) - Acronis — Российский производитель программного обеспечения для защиты данных (acronis.com Архивная копия от 21 февраля 2014 на Wayback Machine)                                                       |
| Здоровье, развлечения и отдых                                                                            | - ЛитРес — Магазин электронных и аудиокниг (litres.ru) - ANYWAYANYDAY — Онлайн-сервис для покупки авиабилетов и бронирования отелей (anywayanyday.com Архивная копия от 25 ноября 2014 на Wayback Machine) - Интернет-портал ЖИВИ (jv.ru Архивная копия от 5 декабря 2014 на Wayback Machine) - Телеканал СТС и его трансмедийные проекты (ctc.ru Архивная копия от 5 декабря 2015 на Wayback Machine)                                                                                          |
| За развитие региональных интернет-проектов                                                               | - Азбука интернета — обучающий интернет-портал (azbukainterneta.ru Архивная копия от 5 декабря 2014 на Wayback Machine) - Институт «Стрелка» (strelka.com Архивная копия от 17 декабря 2014 на Wayback Machine) - Портал открытых данных Правительства Москвы (data.mos.ru Архивная копия от 7 сентября 2015 на Wayback Machine) - Компания Эр-Телеком — за вклад в развитие телекоммуникационной инфраструктуры городов России (domru.ru Архивная копия от 16 декабря 2014 на Wayback Machine) |
| За вклад в развитие инфраструктуры российского интернета (партнёр — Координационный центр доменов RU/РФ) | - Центр взаимодействия компьютерных сетей MSK-IX - Российский НИИ развития общественных сетей — РосНИИРОС - Компания «Ростелеком» |
| Интернет без экстремизма (партнёр номинации — МВД России)                                                | - Медиа Гвардия (mediagvardia.ru Архивная копия от 29 ноября 2014 на Wayback Machine) |
| Народное голосование                                                                                     | - Интернет-проект — Проект «Медиа Гвардия» (mediagvardia.ru Архивная копия от 29 ноября 2014 на Wayback Machine) - Сообщество Рунета — Проект «ЯПлакалъ» (yaplakal.com Архивная копия от 28 ноября 2014 на Wayback Machine) - Игра Рунета — Проект «Танки Онлайн» (tankionline.com) |

### 2015 год
| Государство и общество                     | - «Активный гражданин» (ag.mos.ru Архивная копия от 16 ноября 2015 на Wayback Machine) - Единый Портал Государственных Услуг (beta.gosuslugi.ru) - Социально-значимый проект «Кино равного доступа» (tvzavr.ru/subtitry) - Федеральная налоговая служба (nalog.ru Архивная копия от 20 декабря 2013 на Wayback Machine) |
| За развитие региональных интернет-проектов | - Фонд развития интернет-инициатив (www.iidf.ru Архивная копия от 8 ноября 2015 на Wayback Machine) - Портал Добродел (vmeste.mosreg.ru Архивная копия от 28 сентября 2015 на Wayback Machine) |
| Культура, СМИ и массовые коммуникации      | - Информационное агентство Интерфакс (interfax.ru Архивная копия от 18 июля 2021 на Wayback Machine) - Норильск Фильм (norilskfilm.com Архивная копия от 21 ноября 2015 на Wayback Machine) - Сетевое издание М24 (www.m24.ru Архивная копия от 10 ноября 2015 на Wayback Machine) - Проект Urban Rooms (urbanrooms.ru Архивная копия от 24 марта 2022 на Wayback Machine) - Проект компании МТС — «Поколение М» (dobroedelo.mts.ru/pokolenie_m/#!/index) - Онлайн-проект «Год литературы в России» (godliteratury.ru Архивная копия от 3 ноября 2015 на Wayback Machine) |
| Интернет без экстремизма                   | - Национальный центр информационного противодействия терроризму и экстремизму в образовательной среде и сети Интернет (ncpti.ru Архивная копия от 1 ноября 2015 на Wayback Machine) |
| Здоровье, отдых и развлечения              | - Портал baby.ru (baby.ru Архивная копия от 13 ноября 2015 на Wayback Machine) - Независимая лаборатория ИНВИТРО (invitro.ru Архивная копия от 13 ноября 2015 на Wayback Machine) - Проект «Маленькие истории»(little-histories.org Архивная копия от 3 апреля 2022 на Wayback Machine) |
| Наука и образование                        | - Русская Википедия (ru.wikipedia.org Архивная копия от 6 июня 2004 на Wayback Machine) - Высшая школа экономики (www.hse.ru Архивировано 28 января 2013 года.) - Техносфера mail.ru (sphere.mail.ru Архивная копия от 8 марта 2021 на Wayback Machine) |
| Технологии и инновации                     | - Рокетбанк (rocketbank.ru) - Акронис (www.acronis.com Архивная копия от 8 апреля 2022 на Wayback Machine) - DCA (datacentric.ru) - Манго Телеком (www.mango-office.ru Архивная копия от 2 апреля 2022 на Wayback Machine) - eLama (elama.ru Архивная копия от 11 апреля 2022 на Wayback Machine) |
| Экономика и бизнес                         | - Ежедневная деловая газета Ведомости (www.vedomosti.ru Архивная копия от 11 апреля 2022 на Wayback Machine) - Choister — умный поиск недвижимости (www.choister.ru) - Финансовый автопилот — проект компании FinEx (finance-autopilot.ru Архивная копия от 3 апреля 2022 на Wayback Machine) - Группа компаний Авилон (www.bmw-avilon.ru Архивная копия от 2 апреля 2022 на Wayback Machine) - Uz—Daewoo (uzdaewoo.ru Архивная копия от 24 ноября 2015 на Wayback Machine)                                                                                               |
| Мобильный Рунет                            | - Приложение MAPS.ME (maps.me/ru/home Архивная копия от 18 ноября 2015 на Wayback Machine) - Приложение OZON.ru (www.ozon.ru Архивная копия от 17 марта 2022 на Wayback Machine) - Приложение YOTA (www.yota.ru Архивная копия от 10 ноября 2015 на Wayback Machine) - Компания СТС Медиа (www.ctcmedia.ru/rus/ Архивная копия от 16 ноября 2015 на Wayback Machine) - Проект «Живые страницы» компании Самсунг Электроникс |
| Команда года                               | - 2 ГИС (2gis.ru/moscow Архивная копия от 13 ноября 2015 на Wayback Machine) |
| Открытие года                              | - МаксимаТелеком (www.maximatelecom.ru Архивная копия от 1 августа 2015 на Wayback Machine) |
| Народное голосование                       | - Игра Рунета — Проект «Герои войны и денег» (heroeswm.ru Архивная копия от 13 ноября 2015 на Wayback Machine) - Интернет-проект — Проект «Ярмарка Мастеров» (livemaster.ru Архивная копия от 21 ноября 2013 на Wayback Machine) - Сообщество Рунета — Развлекательное сообщество «ЯПлакалъ» (yaplakal.com Архивная копия от 28 ноября 2014 на Wayback Machine) |

### 2016 год
| Государство и общество                | - Официальный сайт Мэра Москвы Архивная копия от 25 февраля 2011 на Wayback Machine; - Федеральная налоговая служба (nalog.ru Архивная копия от 20 декабря 2013 на Wayback Machine); - Разработчик интернет-сервисов для государственных организаций «СайтСофт Архивная копия от 19 ноября 2016 на Wayback Machine»; - Город Иннополис; - «Ростелеком», информационный портал RT.ru Архивная копия от 26 сентября 2018 на Wayback Machine; - Компания «Наносемантика» |
| Культура, СМИ и массовые коммуникации | - Телеканал «Матч ТВ»; - Онлайн газета Газета.Ru - Медиа-портал Life.ru; - Интернет-агентство RNS; - Портал Hi-Tech.Mail.ru |
| Развлечения, здоровье и отдых         | - Букмекерский сервис «Лига Ставок»; - Проект «Здоровые дети Архивная копия от 23 ноября 2016 на Wayback Machine»; - Портал Кино Mail.Ru; - Сайт Fishki.net |
| Экономика, бизнес и инвестиции        | - Агентство экономической информации «Прайм»; - Компания «Acronis»; - Информационное агентство Интерфакс, проект «СПАРК» |
| Технологии и инновации                | - Тинькофф банк - Компания «Servers.ru Архивная копия от 9 ноября 2016 на Wayback Machine»; - Компания «Межрегиональный ТранзитТелеком»; - Компания ИТСК, проект Мобильный оператор по добыче нефти и газа; - «Наносемантика»; - Система «Платон» |
| Наука и образование                   | - Московский физико-технический институт; - Проект «Капиталогия Архивная копия от 23 ноября 2016 на Wayback Machine»; - Университет интернет-профессий «Нетология Архивная копия от 26 ноября 2016 на Wayback Machine»; - МТС, за создание издания «МТС Медиа Архивная копия от 22 ноября 2016 на Wayback Machine»; - Samsung, за создание ИТ-школы Samsung Архивная копия от 23 ноября 2016 на Wayback Machine. |
| Специальные номинации                 | Социально-значимые проекты: - Проект «Защита детей Архивная копия от 24 ноября 2016 на Wayback Machine» Лаборатории Касперского; - Фонд развития интернет-инициатив Мобильное приложение: - Viber — за благотворительный проект «Делай как я»; - «Сбербанк» — за приложение «Сбербанк Онлайн»; - Группа компаний Орион за проект «Телекарта онлайн Архивная копия от 16 ноября 2016 на Wayback Machine» Лучший интернет-ресурс в области здравоохранения: - Сайт «Московского городского спинального нейрохирургического центра Архивная копия от 31 июля 2018 на Wayback Machine» За информатизацию сфер городского хозяйства: - Минстрой России |
| Народное голосование                  | Интернет-проект: - Проект «Народный махор Архивная копия от 27 октября 2021 на Wayback Machine»; Сообщество Рунета: - Сообщество «Алимеро» «alimero.ru Архивная копия от 26 ноября 2016 на Wayback Machine»; Игра Рунета: - Игра «Промсвязьбанка» «Охота за золотом» |

### 2017 год
| Государство и общество                | - Совместный проект Государственной Третьяковской Галереи и интернет-кинотеатра tvzavr (www.tretyakovgallery.ru Архивная копия от 24 марта 2018 на Wayback Machine) - Государственная Дума Федерального Собрания Российской Федерации (www.duma.gov.ru Архивная копия от 27 марта 2019 на Wayback Machine) - ФНС России (lkfl.nalog.ru/lk) Специальные награды Оргкомитета: - МГТС (mgts.ru) - Компания СайтСофт (www.sitesoft.ru Архивная копия от 1 декабря 2017 на Wayback Machine) - ГИС ЖКХ (dom.gosuslugi.ru Архивная копия от 24 ноября 2017 на Wayback Machine) - Комитет Общественных связей города Москвы (конкурскос.душевная.москва Архивная копия от 1 декабря 2017 на Wayback Machine) |
| Наука и образование                   | - Русская Википедия (ru.wikipedia.org Архивная копия от 1 ноября 2013 на Wayback Machine) - Московская электронная школа (www.mos.ru/mesh) - Открытая образовательная платформа «Лекторий МФТИ» (mipt.lectoriy.ru Архивная копия от 1 декабря 2017 на Wayback Machine) |
| Культура, СМИ и массовые коммуникации | - Портал IZ.ru Архивная копия от 11 апреля 2022 на Wayback Machine (МИЦ «Известия») - Художественный digital-проекту ГородскиеГалереи.рф Архивная копия от 1 апреля 2022 на Wayback Machine - Информационное агентство ТАСС и проект 1917.tass.ru Архивная копия от 8 ноября 2017 на Wayback Machine - Онлайн-телегид «Вокруг ТВ» (Vokrug.tv/kino Архивная копия от 10 апреля 2022 на Wayback Machine) |
| Технологии и инновации                | - Деловое пространство Deworkacy (deworkacy.ru Архивная копия от 3 апреля 2022 на Wayback Machine) - Портал OFD.RU Архивная копия от 9 октября 2017 на Wayback Machine - Онлайн-кинотеатр ivi (ivi.ru Архивная копия от 27 октября 2021 на Wayback Machine) |
| Экономика, бизнес и инвестиции        | - Портал поставщиков города Москвы (zakupki.mos.ru Архивная копия от 11 февраля 2022 на Wayback Machine) - Компания Битрикс24 (www.bitrix24.ru Архивная копия от 24 ноября 2017 на Wayback Machine) - Компания Tele2 (tele2.ru Архивная копия от 25 ноября 2018 на Wayback Machine) - Бесплатный финансовый онлайн-сервис Выберу.ру (www.vbr.ru Архивная копия от 26 февраля 2022 на Wayback Machine) |
| Информационная безопасность           | - Специальное подразделение Центрального Банка «FinCERT» |
| Здоровье, развлечения и отдых         | - Телеканал Карусель (www.karusel-tv.ru Архивная копия от 7 апреля 2014 на Wayback Machine) - Леон.ру (www.leon.ru Архивная копия от 8 апреля 2022 на Wayback Machine) - Туристический портал чемпионата мира по футболу в России — Welcome2018.com Архивная копия от 8 июня 2017 на Wayback Machine Специальные награды Оргкомитета: - Компания «Образовательные Технологии» за проект iNLEARNO (www.inlearno.ru Архивная копия от 22 марта 2022 на Wayback Machine) - Станция скорой и неотложной медицинской помощи имени Пучкова Департамента здравоохранения города Москвы (www.mos03.ru Архивная копия от 24 ноября 2017 на Wayback Machine)                                                   |
| Экология и окружающая среда           | - Компания ITECH.group за онлайн-ресурс независимой природоохранной организации WWF России (wwf.ru Архивная копия от 11 апреля 2017 на Wayback Machine) - МИА «Россия сегодня» за специальный проект «Год Экологии» (ria.ru/ecology/ Архивная копия от 24 ноября 2017 на Wayback Machine) |
| Мобильное приложение                  | - Мобильное приложение «Юла» - Мобильный сервис Delivery Club - Мобильный сервис ГосУслуги |
| Народное голосование                  | Интернет-проект: - Проект «Кредитная история онлайн» (online.equifax.ru Архивная копия от 24 ноября 2017 на Wayback Machine); Сообщество Рунета: - Сообщество «Мамлайф» (ru.mom.life); Игра Рунета: - Игра «СПАСИБОМАНИЯ» (game.spasibosb.ru Архивная копия от 1 декабря 2017 на Wayback Machine) |

### 2018 год
| Технологии и инновации                       | - RU-CENTER (АО «Региональный Сетевой Информационный Центр») (www.nic.ru Архивная копия от 7 декабря 2018 на Wayback Machine) - ООО «ГПМ-Диджитал» (gpm-digital.com Архивная копия от 17 марта 2022 на Wayback Machine) - ООО «Селектел» (Selectel) (selectel.ru Архивная копия от 11 апреля 2022 на Wayback Machine) - n’RIS (nris.ru Архивная копия от 3 апреля 2022 на Wayback Machine) - MoviesChain by tvzavr (www.movieschain.io Архивная копия от 5 декабря 2018 на Wayback Machine) - Медиалогия (www.mlg.ru Архивная копия от 10 апреля 2022 на Wayback Machine) |
| Экономика и бизнес                           | - UREMONT (uremont.com Архивная копия от 9 декабря 2018 на Wayback Machine) - Ассоциация IPChain (ipchain.ru Архивная копия от 21 февраля 2019 на Wayback Machine) - CloudPayments (cloudpayments.ru Архивная копия от 6 декабря 2018 на Wayback Machine) |
| Государство и общество                       | - GOV.RU. Единая точка взаимодействия человека и государства (beta.gov.ru) - Федеральная налоговая служба (kkt-online.nalog.ru Архивная копия от 8 марта 2022 на Wayback Machine) - Мобильный избиратель (www.gosuslugi.ru Архивная копия от 8 сентября 2021 на Wayback Machine) |
| СМИ и массовые коммуникации                  | - СМИ2 (smi2.net Архивная копия от 4 апреля 2022 на Wayback Machine) - Интернет-ресурс телеканала 360 (360tv.ru Архивная копия от 6 декабря 2018 на Wayback Machine) - Российское агентство правовой и судебной информации (РАПСИ) (/rapsinews.ru Архивная копия от 22 ноября 2013 на Wayback Machine) |
| Кибербезопасность                            | - Group-IB (www.group-ib.ru Архивная копия от 6 декабря 2018 на Wayback Machine) - ООО «НИИ СОКБ» (www.niisokb.ru Архивная копия от 9 декабря 2018 на Wayback Machine) |
| Образование и кадры                          | - Онлайн-университет Skillbox (www.skillbox.ru Архивная копия от 9 апреля 2022 на Wayback Machine) - Otus.ru (otus.ru Архивная копия от 9 декабря 2018 на Wayback Machine) - Городской проект «Школа Новых Технологий» (snt.mos.ru Архивная копия от 2 ноября 2021 на Wayback Machine) |
| Медиа и досуг                                | - WARHEAD (warhead.su Архивная копия от 10 апреля 2022 на Wayback Machine) - Сайт межмузейного проекта: «Освоение Севера: тысяча лет успеха» (sever1000.ru Архивная копия от 9 декабря 2018 на Wayback Machine) - КТО?ЧТО?ГДЕ? (kto-chto-gde.ru Архивная копия от 4 апреля 2022 на Wayback Machine) - Проект «Маленькие истории» (little-histories.org Архивная копия от 3 апреля 2022 на Wayback Machine) - Рейтинг букмекеров |
| Мобильное приложение                         | - Happy Mama |
| Лидеры цифровой трансформации                | - Информационная система управления проектами Тюменской области (agile.72to.ru) - Единое цифровое пространство общедоступных библиотек Санкт Петербурга (spblib.ru Архивная копия от 3 апреля 2022 на Wayback Machine) - Министерство экономического развития Калужской области (admoblkaluga.ru/sub/econom/ Архивная копия от 9 декабря 2018 на Wayback Machine) |
| Добровольчество в России                     | - Автоматизированная информационная система «Молодежь России» (ais.fadm.gov.ru Архивная копия от 26 декабря 2018 на Wayback Machine) - Добровольцы России (добровольцыроссии.рф Архивная копия от 25 апреля 2020 на Wayback Machine) - МИА Россия Сегодня, проект «Год Волонтёра» (россиясегодня.рф Архивная копия от 1 декабря 2017 на Wayback Machine) - Корпоративные волонтеры компании «Норникель» (спецпроект SMM волонтерство) (www.facebook.com/groups/106788886585091/about/ Архивная копия от 13 августа 2021 на Wayback Machine)                               |
| «Сообщество года в Facebook»                 | - Клуб «Азбука приёмной семьи» (www.facebook.com/groups/842286292479493/) - «Секреты Сыра» — специальный диплом «За стремление к победе» (www.facebook.com/groups/sekretsir/ Архивная копия от 24 февраля 2021 на Wayback Machine) |
| Онлайн-закупки: бизнес, государство, регионы | - Департамент государственного заказа Ханты-Мансийского автономного округа — Югра - Правительство Новгородской области (www.novreg.ru Архивная копия от 27 июня 2021 на Wayback Machine) - Открытое акционерное общество «Киржачская типография» (www.kt-print.ru Архивная копия от 2 апреля 2022 на Wayback Machine) |
| Детский Рунет                                | - Портал «Одарённые дети» (globaltalents.ru Архивная копия от 7 декабря 2018 на Wayback Machine) - Кидкин (www.kidkin.ru Архивная копия от 3 апреля 2022 на Wayback Machine) - Мультсериал «Буба» (www.youtube.com/channel/UCoP1_wpRZj-qmmVUCGz3_Aw Архивная копия от 27 декабря 2018 на Wayback Machine) |
| Народное голосование                         | Интернет-проект: - Проект «ЯПлакалЪ» Сообщество Рунета: - Сообщество «Bananafox» Игра Рунета: - Игра «Империя Спасибо» |

### 2019 год
| Государство и общество                                | - Генеральная прокуратура РФ (genproc.gov.ru Архивная копия от 25 марта 2020 на Wayback Machine) - Федеральная налоговая служба (nalog.ru Архивная копия от 12 июля 2019 на Wayback Machine) - Единый портал по взаимодействию бизнеса и власти (mbm.mos.ru Архивная копия от 11 декабря 2019 на Wayback Machine) - Официальный сайт мэра Москвы (mos.ru Архивная копия от 6 сентября 2016 на Wayback Machine) - Проект «Будущее России. Национальные проекты» (futurerussia.gov.ru Архивная копия от 13 декабря 2019 на Wayback Machine) |
| Экономика и бизнес                                    | - Robokassa (robokassa.com Архивная копия от 13 декабря 2019 на Wayback Machine) - Онлайн-супермаркет Perekrestok.ru (Perekrestok.ru Архивная копия от 30 апреля 2020 на Wayback Machine) - «Ростелеком-Солар» (ООО «Солар Секьюрити») (rt-solar.ru Архивная копия от 23 ноября 2019 на Wayback Machine) |
| Здоровье и отдых                                      | - Проект «Узнай Москву» (um.mos.ru Архивная копия от 27 ноября 2019 на Wayback Machine) - Владимиро-Суздальский музей-заповедник (vladmuseum.ru Архивная копия от 13 декабря 2019 на Wayback Machine) - Цифровые проекты ВДНХ (vdnh.ru Архивная копия от 10 декабря 2019 на Wayback Machine) - Бобёр.ру (bober.ru Архивная копия от 1 сентября 2020 на Wayback Machine) |
| Технологии и инновации                                | - Skillbox (skillbox.ru Архивная копия от 6 декабря 2019 на Wayback Machine) - Сейлз-хаус Газпром-медиа (gazprom-media.com Архивная копия от 13 декабря 2019 на Wayback Machine) - Tilda Publishing (tilda.cc Архивная копия от 14 декабря 2019 на Wayback Machine) |
| Образование и кадры                                   | - Центр онлайн-обучения «Нетология-групп» (netology-group.ru Архивная копия от 10 декабря 2019 на Wayback Machine) - Национальный исследовательский университет «Высшая школа экономики» (hse.ru Архивная копия от 16 июля 2016 на Wayback Machine) - Digital-агентство AGIMA (agima.ru Архивная копия от 13 декабря 2019 на Wayback Machine) - Русская Википедия (ru.wikipedia.org) |
| СМИ и массовые коммуникации                           | - Специальный проект Lenta.ru «Россия под наркотиками» (darknark.lenta.ru Архивная копия от 13 декабря 2019 на Wayback Machine) - Телеканал RT на русском (russian.rt.com Архивная копия от 28 октября 2018 на Wayback Machine) - Телеканал «Москва 24» (tv.m24.ru Архивная копия от 10 декабря 2019 на Wayback Machine) |
| Мобильное приложение                                  | - Сбербанк Онлайн: большое обновление (online.sberbank.ru Архивная копия от 10 мая 2021 на Wayback Machine) - МКБ Онлайн (mkb.ru Архивная копия от 13 декабря 2019 на Wayback Machine) - Благотворительный фонд Русфонд (rusfond.ru Архивная копия от 13 декабря 2019 на Wayback Machine) - Лига Ставок — ставки на спорт (ligastavok.ru Архивная копия от 23 ноября 2016 на Wayback Machine) |
| Детский Рунет                                         | - Киностудия «Союзмультфильм» (souzmult.ru Архивная копия от 13 декабря 2019 на Wayback Machine) - Школа цифрового творчества «Кодабра» (codabra.org Архивная копия от 10 мая 2020 на Wayback Machine) - Онлайн-уроки финансовой грамотности для детей по безопасности в киберпространстве — ФинЦЕРТ Банка России (dni-fg.ru Архивная копия от 13 декабря 2019 на Wayback Machine) |
| Сообщество года в Facebook                            | - UNIQUE CHILD (Особенный ребёнок) (facebook.com/uniquechildsocial) |
| 25RU: Специальная награда Оргкомитета 25-летия Рунета | - Спецпроект ТАСС «25-летие Рунета» (runet-25.tass.ru Архивная копия от 13 декабря 2019 на Wayback Machine) - Фонд социального кино за создание фильма «Интернет для всех» (fondfilm.ru Архивная копия от 26 января 2020 на Wayback Machine) - Дальневосточный федеральный университет (ДВФУ) за помощь в организации и проведении Азиатско-тихоокеанского регионального форума по управлению интернетом (dvfu.ru Архивная копия от 9 января 2019 на Wayback Machine)                                                                     |
| Онлайн-закупки: бизнес, государство, регионы          | - Кемеровская область-Кузбасс - Управление гос. закупок Тюменской области (gzto.admtyumen.ru Архивная копия от 13 декабря 2019 на Wayback Machine) - Компания «Тензор» (tensor.ru Архивная копия от 19 декабря 2019 на Wayback Machine) |
| Вклад в развитие национальной доменной зоны .RU       | - RU-CENTER / ЗАО «Региональный Сетевой Информационный Центр» (РСИЦ) (nic.ru Архивная копия от 7 декабря 2018 на Wayback Machine) - REG.RU / ООО «Регистратор доменных имён РЕГ.РУ» (reg.ru Архивная копия от 13 декабря 2019 на Wayback Machine) - Компания «Бегет» (beget.com Архивная копия от 12 декабря 2019 на Wayback Machine) |
| Народное голосование                                  | - Спасибомания 3.0. Гипербросок (game3.spasibosb.ru Архивная копия от 13 декабря 2019 на Wayback Machine) |

### 2020 год
| Государство и общество                         | - Благотворительный Фонд Константина Хабенского - Медиалогия - Федеральная налоговая служба - АНО «Диалог» - Департамент предпринимательства и инновационного развития города Москвы - Департамент по взаимодействию со средствами массовой информации и институтами гражданского общества ФСВНГ РФ                                           |
| Культура, СМИ и массовые коммуникации          | - NEWS.ru - Мел - Комсомольская правда - Lenta.ru - Министерство культуры Российской Федерации - Новое Радио |
| Образование и кадры                            | - Bang Bang Education - Skillbox - Образовательная онлайн-платформа Учи.ру |
| Экономика и бизнес                             | - Gallery - 1С-Битрикс - Департамент предпринимательства и инновационного развития города Москвы, Департамент информационных технологий города Москвы - АО ВТБ Капитал Инвестиции - iHerb |
| Здоровье и отдых                               | - Еаптека - My Big Love |
| Технологии и инновации                         | - ООО «Домиленд» - Vinci Agency - Южный IT-парк - Газпромбанк - RBK.money - Spotify |
| 10-летие домена .РФ + «Универсальное принятие» | - RU-CENTER - Федеральное агентство по туризму - Портал ГодЛитературы. РФ - Институт русского языка им. В. В. Виноградова РАН - Базовая кафедра Ассоциации документальной электросвязи (АДЭ) в Московском Техническом Университете Связи и Информатики (МТУСИ)                                                                                |
| Технологии vs Коронавирус                      | - АНО «Национальные приоритеты» - #МЫВМЕСТЕ и Ассоциация волонтерских центров - Манго Телеком - Правительство Москвы |
| Укрепление цифрового иммунитета Рунета         | - Банк России - Автономная некоммерческая организация дополнительного профессионального образования «Академия инновационного образования и развития» |
| Игровая индустрия и киберспорт                 | - XYZ School - Игрология - ООО «Спортивные лотереи» |
| Детский Рунет                                  | - Информационное агентство России ТАСС - ГК «Рики» - Всероссийский конкурс для школьников «Большая перемена» |
| #СчастьеЕсть                                   | - Министерство культуры Российской Федерации |
| Цифровой туризм                                | - НАО «Красная Поляна» - Ostrovok.ru - ОАО «РЖД» |
| 75 лет Победы                                  | - садпамяти2020.рф - Акция «Бессмертный полк» |
| Народное голосование                           | Кто: - Алексей Жидковский - Алёна Жигалова - Антон Красовский Что: - Группа «Изоизоляция» - «Бонусный тир» — геймификация программы лояльности «СберСпасибо» - ГБУ г. Москвы «Станция скорой и неотложной медицинской помощи им. А. С. Пучкова» Департамента здравоохранения города Москвы Где: - Ростов-на-Дону - Нижний Новгород - Белгород |

### 2021 год
| Государство и общество                         | - БФ «Подари жизнь» - АНО «Диалог» - Федеральная налоговая служба - АО «Почта Банк» (за программу «Пушкинская карта») - Правительство Москвы (за проект «Цифровая экосистема Москвы»)             |
| СМИ и массовые коммуникации                    | - Коммерсантъ - 360 - X5 Group (за проект Food.ru) - Independent Media |
| Образование и кадры                            | - Нетология - Samsung Electronics - Правительство Москвы (за мобильное приложение «Дневник МЭШ») - Сбер - ООО «Цифровое образование»                                                              |
| Экономика и бизнес                             | - Метарейтинг - Сбермаркет - Balance Platform - Московская биржа |
| Креативные индустрии                           | - ООО «Гэллэри Сервис» - Студия Артемия Лебедева - Правительство Москвы - Vinci Agency - АПУТЭ «Федерация креативных индустрий»                                                                   |
| Наука, технологии и инновации                  | - Skillbox - Иннотех - Билайн - Gett - SberDevices / Рамблер - Промобот |
| Здоровье и медицина                            | - Здоровье.ру - Проект «Здоровое питание» - Правительство Москвы |
| За развитие малого и среднего бизнеса в Рунете | - Smallbusiness.ru - Банк ВТБ - МТС |
| Развитие внутреннего туризма                   | - Проект «Oh My Град» - Russia Beyond (за проект «Россия: 85 приключений») - Проектный офис по развитию туризма и гостеприимства Москвы (за сервис «Russpass») - Комитет по туризму города Москвы |
| Открытые коммуникации                          | - Мэр Вологды (за аккаунт в Tiktok) - Федеральное агентство по туризму (за портал Russia.travel) - Правительство Тульской области                                                                 |
| #СчастьеЕсть                                   | - Всероссийская акция «Сохраним лес» |
| Культурные проекты в сети                      | - Эмпатия Манучи - Государственная Третьяковская галерея - ТАСС - Общественное телевидение России                                                                                                 |
| Игровая индустрия и киберспорт                 | - Cybersport Metaratings - MMA Metaratings - Федерация компьютерного спорта города Москвы - Goose Gaming - ESforce Holding                                                                        |

### 2022 год
| Государство и общество            | - Федеральная налоговая служба: Программы поддержки бизнеса - Проект «Объясняем. РФ», АНО «Национальные приоритеты» - Правительство Москвы, Портал потребителя города Москвы - Российское агентство правовой и судебной информации (РАПСИ). «Цифровое право» - Документальный фильм «Один из нас: Герой России Максим Концов», Росгвардия - VINCI Agency и Департамент предпринимательства и инновационного развития города Москвы (выбор ИИ) |
| СМИ и массовые коммуникации       | - Сайт M24.ru - Проект «Что делать?», lenta.ru - Социальные сети ГосУслуг (выбор ИИ) - Редакция Парламентского телевидения ГосДумы РФ |
| Образование и кадры               | - Skillbox - Правительство Москвы, сервис для родителей и учеников «Портфолио учащегося» - Проект «Сферум» - Интернет-проект «Снова в школу?!», АНО «Национальные приоритеты» - Мастерская новых медиа, АНО «Диалог» (выбор ИИ) - Онлайн-платформа «Клевер Лаборатория» |
| Экономика и бизнес                | - Фонд «Транспортные инновации Москвы» - Компания inSales - «Финуслуги» — мобильный финансовый маркетплейс, AGIMA - «СберМаркет» (выбор ИИ) Специальный диплом: сделановмоскве.рф. |
| Наука, технологии и инновации     | - билайн - «Ростелеком Информационные технологии» - «Авито» - «Цифровой кампус». Школа управления СКОЛКОВО - Проект «Наука. Территория героев», АНО «Национальные приоритеты» (выбор ИИ) - Спецпроект «Эпоха ИИ». Информационное Агентство России ТАСС |
| Здоровье и отдых                  | - Проект «ВИЧ. Ответы, которые вы (не) знали». Агентство «Инфографика» - «Когнитенок» — мобильное приложение для адаптации детей с аутизмом - «Здоровое питание», Роспотребнадзор - Телеканал «ДОКТОР» (выбор ИИ) |
| Туризм и индустрия гостеприимства | - «Авито. Недвижимость» - RUSSPASS. Путешествия - Министерство культуры и туризма Московской области (выбор ИИ) - «Особый взгляд на Золотое кольцо». Информационное Агентство России ТАСС - Комитет по развитию туризма Санкт-Петербурга |
| Открытые коммуникации             | - Мэр Вологды (за аккаунт в Tiktok) - Федеральное агентство по туризму (за портал Russia.travel) - Правительство Тульской области |
| Народов много . Россия одна.      | - «Тайны Куликова поля». Медиагруппа «Россия сегодня» - Документальный проект #невсеравно (выбор ИИ) - Цикл фильмов «Легенды Кавказа» - Гильдия межэтнической журналистики - Стрит-арт проект VK на День флага России |
| Культурные проекты в сети         | - Шоу ВиЛ - Правительство Москвы, проект «Москва: Погружение» - Мини-сериал «Супер Дед» (выбор ИИ) - Hi-fi стриминг «Звук» // Rambler&Co |
| Подкасты и цифровой контент       | - Подкаст Всемирного фонда дикой природы «Как я встретил белого медведя» (выбор ИИ) - Storytel: Аудиосериал по книге Кети Сапович «Письма маме» - Образовательное шоу «Учат в блоге», АНО «Национальные приоритеты» - Подкаст «Горящей избы» |

### 2023 год
| Государство и общество                           | - «Навигатор возможностей» (Федеральное агентство по делам молодёжи) - Города. РФ — проект от Государственной корпорации развития «ВЭБ.РФ» - Платформа поставки данных ФНС (Федеральная налоговая служба) - Социальные сети Госуслуг: чат-бот с инструкциями для разных жизненных ситуаций (выбор искусственного интеллекта) |
| Экономика и бизнес                               | - МТС Ads - Авито Премиум - Банк ВТБ (ПАО), Бизнес Платформа ВТБ |
| Здоровье и отдых                                 | - World Class (red_mad_robot) - Вино и люди — от Agenda Media Group - Послевыписки.рф |
| Наука, технологии и инновации                    | - RuStore - VK Видео — от VK - ОС «Аврора» («Ростелеком», ОМП) - YandexGPT — проект ООО «Яндекс» (выбор искусственного интеллекта) |
| Образование и кадры                              | - Skillbox - Академика (юридическое название ООО «ГИКБОКС») - Сферум (ООО «Компания ВК») - «DevOps инженер с нуля» («БАЗИС») (выбор искусственного интеллекта) - Художественно-социальный проект — web-сериал «Ваня, спасай!» (ООО МСГ Консалтинг)                                                                           |
| СМИ и массовые коммуникации                      | - Woman.ru (Shkulev Media Holding) - Док-реалити «Лица» - Хорошие новости - AdIndex — новостное комьюнити медиарекламного рынка России (ООО А.А.И.) (выбор искусственного интеллекта) |
| За вклад в развитие национальных доменов .RU/.РФ | - ООО «РЕГ.РУ» - Проекты в доменной зоне .РФ — АНО «Национальные приоритеты» - Прокачайскиллзащиты.рф от Минцифры России - Достижения. РФ (выбор искусственного интеллекта) |
| Подкасты и цифровой контент                      | - Марафон «Знание. Первые» («Российское общество Знание») - Подкаст «Страхи» — Медиагруппа «Россия сегодня» - «Культурная страна» — подкаст от ПАО Банк ВТБ - Подкаст «Психология: Мифы и Реальность» (выбор искусственного интеллекта)                                                                                      |
| Туризм и индустрия гостеприимства                | - Авиасейлс - Точки притяжения (ФГБУ «Центр содействия молодым специалистам») - МТС Travel - Ostrovok.ru (выбор искусственного интеллекта) |
| Цифровая экономика                               | - Mos.Hub — проект от Департамента информационных технологий города Москвы - SkillStaff — B2B-маркетплейс для поиска ИТ-специалистов - Notamedia - Авито Доставка (выбор искусственного интеллекта) |
| Культурные проекты в сети                        | - «Русские сезоны Симачева» (ООО МСГ Консалтинг) - «Доброволец» — проект «АиФ» - «Модельные библиотеки» (Федеральный проект «Культурная среда» национального проекта «Культура») |
| Информационная безопасность                      | - Security Vision: платформа автоматизации и роботизации процессов обеспечения информационной безопасности - Кибербезопасность пользователей VK - «Перезвони сам» — проект от Департамента информационных технологий города Москвы                                                                                           |
| Детский Рунет                                    | - RUTUBE Детям (ООО «РУФОРМ») - «Знаешь? Научи!» от АНО «Национальные приоритеты» и Росатом - Игра «Стражи Авито» - «Кораблик фантазий» от Соцсети LOOKY и сети магазинов «Кораблик» (выбор искусственного интеллекта) |
| Социальные проекты и благотворительность         | - Добровольческий поисково-спасательный отряд «ЛизаАлерт» - Проект «Полёт Знаний „Объединяя столицы“» (ПАО «Аэрофлот») - Благотворительный сервис mos.ru — Департамент информационных технологий города Москвы |

## Интересные факты
- В 2007 году в качестве антипода Премии Рунета некоторыми участниками Ежедвижения была учреждена Антипремия Рунета. Финальные мероприятия обеих премий в 2007 году были по взаимному согласию объединены, и Премия и Антипремия вручались номинантам по очереди.
- Во время премии 2008 года в код сайта социальной сети «ВКонтакте» был добавлен iframe для фоновой подгрузки страницы сайта премии, что привело к перегрузке запросами сервера премии[15].
- Во время премии 2008 года веб-сервис uCoz пообещал начислять дисковое пространство пользователям, проголосовавшим за этот сервис. Когда о подкупе узнали организаторы, голоса были сняты[16].
- В 2012 году были изменены правила народного голосования. Во избежание накруток, теперь голосующий должен подтвердить свой голос по коду, присланному в sms сообщении. Также было сделано разделение сайтов по трём номинациям: «Интернет-проект», «Сообщество рунета» и «Игра рунета».
- С 2015 года участие в конкурсе «Премия Рунета» является платным для коммерческих проектов[17].
- В 2018—2020 годах народное голосование в конкурсе «Премия Рунета» проходило на площадке партнёра — интернет-издания «Кто? Что? Где?»[18][19].
- Трижды обладателем «Премии Рунета» становилась Росгвардия, в 2024 году государственное ведомство было отмечено за «вклад в повышение прозрачности и открытости правоохранительных органов и силовых структур для общества»[20].

## Критика и оценки
В 2011 году пользователи Habr.com обратили внимание, что в номинации «Народная десятка» происходят массовые накрутки в голосовании: многопользовательская игра «Легенда: Наследие Драконов» с большим отрывом выиграла и «World of Tanks», хотя последняя годом ранее собрала все награды экспертного сообщества. Многие пользователи также отмечали, что не могут проголосовать за «World of Tanks» из-за ограничений в функционале.
В 2020 году сервис «Пульс», принадлежащий Mail.ru Group в номинации «Что» народного голосования в течение последних суток перед подведением итогов собрал достаточно большое количество голосов. В Mail.ru сообщили, что была организована рекламная кампания с баннером на главной странице всех сервисов Mail.ru, а после сняли сервис «Пульс» с конкурса, указав, что масштаб проектов не позволяет конкурировать честно.
В 2020 году «Премию рунета» вручили YouTube-каналу Росгвардии за «патриотическое воспитание молодёжи», что вызвало серьёзное возмущение пользователей в рунете. Особенно тот факт, что самый популярный из роликов канала на момент вручения премии собрал всего 28 тысяч просмотров. Организаторы сообщили, что награда Росгвардии это не результат голосования экспертов, а именно выбор оргкомитета.